# Thái Cung hầu (Cơ Hưng)
Sái Cung hầu (chữ Hán: 蔡共侯; trị vì: 761 TCN-760 TCN), tên thật là Cơ Hưng (姬興), là vị vua thứ chín của nước Sái – chư hầu nhà Chu trong lịch sử Trung Quốc.
Cơ Hưng là con của Sái Ly hầu - vua thứ 8 nước Sái. Năm 762 TCN, Ly hầu mất, Cơ Hưng lên nối ngôi, tức là Sái Cung hầu.
Sử sách không ghi chép sự kiện xảy ra liên quan tới nước Sái trong thời gian ông làm vua.
Năm 760 TCN, Sái Cung hầu mất. Ông ở ngôi được 2 năm. Con ông là Sái Đái hầu lên nối ngôi.